# Come Taste the Band
Come Taste The Band este un album al trupei de hard rock Deep Purple înregistrat între 3 august și 1 septembrie 1975 la studiourile Musicland în München, Germania și lansat în octombrie 1975. Albumul a fost co-produs de asociatul formației Martin Birch. Este singurul album de studio Deep Purple cu Tommy Bolin ca membru, acesta înlocuindu-l pe Ritchie Blackmore la chitară solo. Când Blackmore a părăsit grupul, mulți critici au prezis că Deep Purple nu va mai continua. David Coverdale a fost cel care l-a rugat pe Jon Lord să țină trupa unită, Tommy Bolin fiind chemat să cânte partea de chitară.

## Lista pieselor
1. "Comin' Home" (David Coverdale, Tommy Bolin, Ian Paice) (3:55)
2. "Lady Luck" (Coverdale, Jeff Cook) (2:48)
3. "Gettin' Tighter" (Bolin, Glenn Hughes ) (3:37)
4. "Dealer" (Coverdale, Bolin) (3:50)
5. "I Need Love" (Coverdale , Bolin ) (4:23)
6. "Drifter" (Coverdale , Bolin ) (4:02)
7. "Love Child" (Coverdale, Bolin) (3:08)
8. "This Time Around/Owed to 'G'" (Jon Lord, Hughes )/"Owed to G'" (instrumental) (Bolin) (6:10)
9. "You Keep on Moving" (Coverdale, Hughes) (5:19)

## Componență
- David Coverdale - voce principală
- Tommy Bolin - chitară solo, voce, chitară bas pe "Comin' Home"
- Glenn Hughes - chitară bas, voce principală pe "Gettin' Tighter" și "This Time Around"
- Jon Lord - orgă, pian, claviaturi, sintetizator, chitară bas pe "This Time Around"
- Ian Paice - baterie